# Петак тринаести 6: Џејсон живи
Петак тринаести 6: Џејсон живи (енгл. Friday the 13th Part VI: Jason Lives) је амерички хорор филм из 1986. у режији Тома Маклафлина, наставак филма Петак тринаести 5: Нови почетак у коме се Џејсон Вoрхис, уставши из гроба, вратио у улогу незаустављивог убице. У главним улогама су Том Метјуз у улози Томија Џарвиса, из претходна два филма, и Џенифер Кук у улози Меган Гарис. Ово је последњи филм у тзв. триологији Томија Џарвиса, пошто се главни протагониста франшизе последњи пут појављује управо у овом филму.
Филм је забележио велики напредак у односу на претходни, највише због тога што је вратио Џејсона. Добро је прихваћен и од стране публике и проглашен је за најомиљенији филм серијала поред 11. филма Фреди против Џејсона. Две године касније снимљен је и наставак под називом Петак тринаести 7: Нова крв, који је од почетка био замишљен као Фреди против Џејсона, те је појављивање Ненси у овом филму требало то да најави. Међутим, услед проблема између компанија Парамунт пикчерс и Њу лајн синема, пројекат је обустављен, па су режисери одлучили да уместо тога дају публици једну верзију Кери против Џејсона.

## Радња
Након догађаја из претходног филма, Томи Џарвис је пуштен из менталне установе, упркос томе што га и даље муче халуцинације масовног убице Џејсона Ворхиса - кога је убио када је имао дванаест година. Он се врати на Кристално језеро, сада преименовано у Форест Грин, да се суочи са својим страховима, заједно са својим пријатељем, Аленом Хозом. Њих двојица посете Џејсонов гроб током грмљавине с намером да ископају и спале његово тело, надајући се да ће на тај начин најзад окончати Томијеве кошмаре. Након што ископају Џејсонов леш, Томи доживи флешбекове на свој прошли сусрет са Џејсоном, а потом му у нападу беса избоде тело гвозденом шипком са ограде, али када оду по канистер са бензином, два грома ударе у шипку, услед чега Џејсон оживи. Након што Џејсон устане из гроба, Томи га хистерично полије бензином и кресне шибицу, али се шибица угаси услед кише пре него што Томи може ишта да учини. Хоз отпозади млатне Џејсона лопатом по глави, ком приликом сломи лопату, али га Џејсон убије пробивши му стомак једним ударцем, демонстрирајући надљудску снагу коју је стекао повратком из мртвих, те га баци у сопствени сандук. Томи побегне до шерифове канцеларије да би упозорио полицију на Џејсонов повратак, али је ухапшен и притворен. Шериф Мајк Гарис не схвати озбиљно Томијева упозорења о Џејсоновом повратку, знајући за његов случај. На путу камповски васпитачи Дарен и Лизбет, који треба да организују ново камповање, залутају у потрази за Кампом Форест Грин, где их пресретне Џејсон и обоје убије.
Следећег јутра Гарисова ћерка Меган и њени пријатељи Сиси, Корт и Лизбетина сестра Пола дођу у станицу да пријаве Даренов и Лизбетин нестанак. Томи их упозори на Џејсона, али пошто се он сада сматра урбаном легендом, они игноришу упозорења, мада се Меган на први поглед заљуби у њега. У шуми, на свом путу ка Кампу Форест Грин, Џејсон наиђе на петочлану групу бизнисмена који играју пејнтбол, те их једног по једног побије.
У камп аутобусом стигну деца, а васпитачи чине све што је у њиховој моћи да воде камп без Дарена и Лизбет. У међувремену Гарис одлучи да трајно протера Томија из округа због његовог очигледног утицаја на Меган, те му он и његов заменик Рик Колон организују полицијску пратњу до границе округа, али Томи изненада скрене с пута и упути се ка гробљу да би им показао Џејсонов откопан гроб, али га затекну затрпаног, као да се ништа није догодило. Наиме, чувар гробља Мартин га је затрпао натраг, страхујући од губитка посла уколико би скандал са откопавањем доспео у јавност. Гарис и Рик потом ставе Томију лисице и отпрате га до границе округа, а Гарис га упозори да се више никад не враћа. Предвече Џејсон убије Мартина на његовом путу кући, а потом и оближњи пар, Стивена и Анет, очевице убиства. У међувремену Корт оде да води љубав са својом познаницом Ники у њеној камп-приколици, али их Џејсон обоје убије. Шерифови људи нађу лешеве жртви, а Гарис одмах окриви Томија за убиства.
Томи са јавне говорнице контактира Меган и убеди је да му помогне да намаме Џејсона натраг у Кристално језеро. У међувремену Џејсон стигне до кампа и убије и Сиси и Полу, али децу уопште не дира. У међувремену су Томи и Меган пресретнути и заустављени од стране Гариса. Упркос Меганином алибију да је Томи све време био са њом, Гарис не верује да је Томи невин, те га ухапси, а потом се упути до кампа да провери да ли је тамо све у реду. Док Томи и Меган смисле трик да преваре заменика шерифа, који је остао да их надгледа, и побегну, Џејсон убије Гариса и још два полицајаца након што ови стигну у камп.
Када Џејсон покуша да убије Меган, Томи га позове у језеро из чамца; очигледно упамтивши свог убицу, Џејсон се упути ка Томију. Томи је нападнут у чамцу усред језера, али успева да веже ланац Џејсону око врата, а други крај за огроман камен, који га зароби на дну језера. Џејсон узврати напад, задржавши Томија под водом довољно дуго да га наизглед удави. Меган потрчи у воду да га спасе, али је замало убијена када је Џејсон зграби за ногу. У последњем тренутку Меган успева да упали мотор чамца и пропелером пресече Џејсонов врат, те јој он отпусти ногу. Она извуче онесвешћеног Томија на обалу и освести га уз помоћ кардиопулмоналне реанимације. Томи саопшти да је с тим најзад готово и да се Џејсон вратио кући. Под водом Џејсон још увек даје знаке живота, иако усидрен на дну језера, чекајући нову прилику да се врати.

## Улоге
| Глумац                     | Улога                    |
| -------------------------- | ------------------------ |
| Том Метјуз                 | Томи Џарвис              |
| Џенифер Кук                | Меган Гарис              |
| Дејвид Кејген              | шериф Мајк Гарис         |
| Кери Нунан                 | Пола                     |
| Рене Џоунс                 | Сиси                     |
| Си Џеј Грејам и Ден Бредли | Џејсон Вoрхис            |
| Том Фридли                 | Корт                     |
| Дарси Демос                | Ники                     |
| Ненси Маклоклин            | Лизбет                   |
| Тони Голдвин               | Дарен                    |
| Алан Блуменфелд            | Лари                     |
| Метју Фејзон               | Стен                     |
| Ен Рајерсон                | Кејти                    |
| Рон Палило                 | Ален Хоз                 |
| Винсент Гастаферо          | заменик шерифа Рик Колон |
| Мајкл Свон                 | полицајац Папас          |
| Кортни Викери              | Ненси                    |
| Витни Ридбек               | Рој                      |
| Боб Ларкин                 | чувар гробља Мартин      |
| Волас Мерк                 | Берт                     |
| Роџер Роуз                 | Стивен                   |
| Синтија Кејнија            | Анет                     |
| Мајкл Номад                | полицајац Торнтон        |
| Џастин Ноуел               | Били                     |
| Томи Ноуел                 | Тајн                     |

## Музика
Музику за филм је, као и за све претходне наставке, у целости компоновао Хари Манфредини. У филму нису коришћене теме из претходних наставака.
Од музичких нумера, коришћена је песма I'm No Animal (у одјавној шпици наведена само као Animal) лосанђелеског новоталасног поп-рок бенда Felony, са албума The Vigilantes из 1985. и три песме Алиса Купера (He's Back (The Man Behind the Mask), Teenage Frankenstein и Hard Rock Summer), са албума Constrictor из 1986, што овај наставак чини првим у франшизи у којем се чују песме неког популарног извођача.